# Mathieu Mandement
Pour les articles homonymes, voir Mandement (homonymie).
Mathieu Mandement, né le 18 juillet 1980 à Toulouse, est un joueur de rugby à XV français qui évolue au poste de troisième ligne aile au sein de l'effectif du Blagnac sporting club rugby (1,92 m pour 107 kg).

## Carrière
- 2002-2005 : US Colomiers
- 2005-2006 : AS Lavaur
- 2006-2008 : Blagnac SCR (Pro D2)

## Palmarès
- 2007 : Finaliste Fédérale 1 avec Blagnac sporting club rugby